# Südwasiristan
Südwasiristan ist ein Verwaltungsdistrikt in Pakistan in der Provinz Khyber Pakhtunkhwa. Sitz der Distriktverwaltung ist die Siedlung Wana. Der Distrikt bildet den südlichen Teil der Region Wasiristan.
Der Distrikt hat eine Fläche von 6619 km² und nach der Volkszählung von 2017 674.065 Einwohner. Die Bevölkerungsdichte beträgt 102 Einwohner/km².

## Geografie
Der Distrikt befindet sich im Südwesten der Provinz Khyber Pakhtunkhwa, die sich im Norden von Pakistan befindet. Das Gebiet besteht hauptsächlich aus schroffen und komplexen Hügeln und Bergrücken.

## Geschichte
Die Briten marschierten 1894 in Wasiristan ein, welches bis dahin Teil des Durrani-Reich war. Nach den britischen Militäreinsätzen in den Jahren 1894 bis 1895 wurde Wasiristan in zwei Agencys aufgeteilt, Nordwasiristan und Südwasiristan. Nach der Unabhängigkeit Pakistans 1947 wurde das Gebiet ein Distrikt der Stammesgebiete unter Bundesverwaltung. Im Rahmen des Konflikt in Nordwest-Pakistan wurde das Gebiet eine Hochburg der Tehrik-i-Taliban Pakistan und mehrere militärische Operationen fanden hier statt. 2018 wurden die Stammesgebiete aufgelöst und Südwasiristan wurde als Distrikt Teil der Provinz Khyber Pakhtunkhwa.

## Demografie
Zwischen 1998 und 2017 wuchs die Bevölkerung um jährlich 2,53 %. Die Bevölkerung lebt zu 100 % in ländlichen Regionen und es gibt keine größeren Städte. Das Geschlechterverhältnis liegt bei 111,4 Männer pro 100 Frauen und ergibt damit einen für Pakistan häufigen Männerüberschuss. Im Distrikt wird vorwiegend die Sprache Paschto gesprochen. Die Bevölkerung gehört dem Volk der Paschtunen an, welche den waziristanischen Dialekt sprechen. Sie haben einen Ruf als beeindruckende Krieger und sind bekannt für ihre häufigen Blutfehden. Die Stämme sind in Substämme unterteilt, die von männlichen Dorfältesten regiert werden, die sich in einer Stammesjirga treffen. Wasiristan ist sozial und religiös ein äußerst konservatives Gebiet.
| Jahr | Einwohnerzahl |
| ---- | ------------- |
| 1972 | 307.514       |
| 1981 | 309.454       |
| 1998 | 429.841       |
| 2017 | 674.065       |

## Wirtschaft
Südwasiristan zählt zu den ärmsten und abgelegensten Regionen in Pakistan. Lebensgrundlage für den größten Teil der Bevölkerung ist die Landwirtschaft, welche auf Subsistenzniveau betrieben wird.

## Galerie

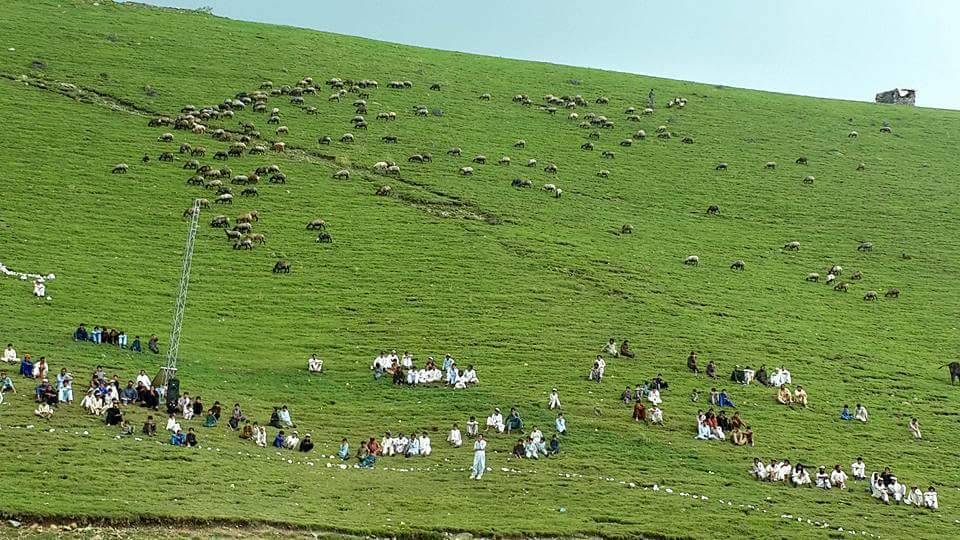